# Alas de mi patria
Alas de mi patria è un film del 1939 scritto e diretto da Carlos F. Borcosque che racconta le vite degli uomini appartenenti all'Aviazione Militare argentina.

## Produzione
Il film fu prodotto dalla Corporación Cinematográfica Argentina.

## Distribuzione
Distribuito dall'Argentina Sono Film S.A.C.I., il film uscì nelle sale cinematografiche argentine il 5 aprile 1939. Nel 1940, uscì in Messico (29 aprile) e negli Stati Uniti dove, preso il titolo My Country's Wings, fu distribuito il 3 giugno.